# Johannes Ewald
Johannes Ewald (18. listopadu 1743 Kodaň – 17. března 1781 Kodaň) byl dánský preromantický básník a dramatik. Je považován za jednu z hlavních postav dánské literatury 18. století a jeho dílo představuje přechod od klasicismu k romantismu.

## Život
Narodil se v rodině pietistického vikáře. Za sedmileté války utekl v šestnácti letech z domova a přihlásil se dobrovolně do pruské armády. Brzy však přešel na rakouskou stranu a dostal se až do Prahy. Do vlasti se vrátil roku 1760, následně vystudoval teologii, ale knězem se nikdy nestal. Věnoval se zcela literatuře. Žil bohémským životem, podléhal záchvatům alkoholismu a trpěl dnou. Významným pro jeho tvorbu byl jeho pobyt v Rungstedu (čtvrť města Hørsholm) v letech 1773–1775, kde napsal některá svá významná díla. Zemřel v důsledku svého způsobu života poměrně mlád, ale jako uznávaný národní básník.

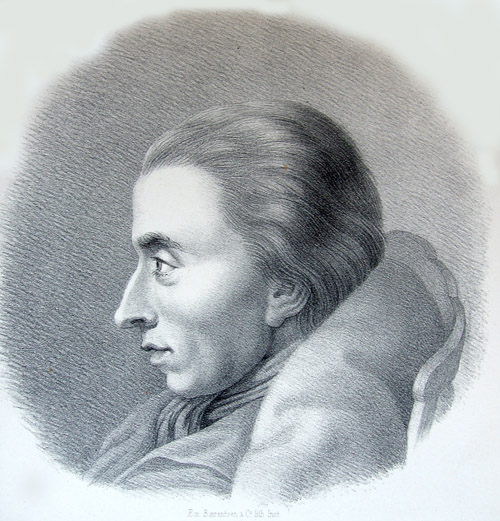
Johannes Ewald

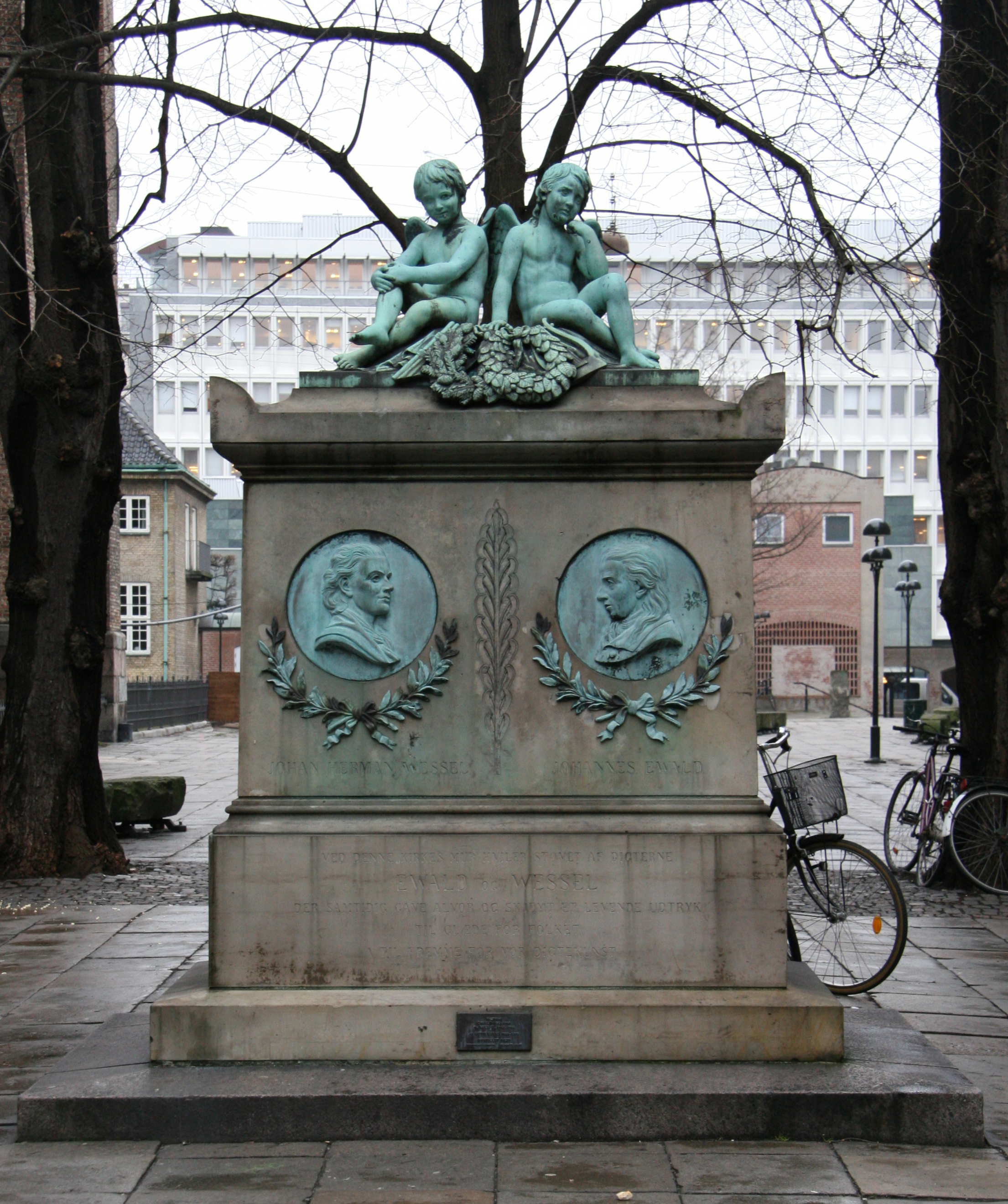
Společný památník Johannese Ewalda a Johana Hermana Wessela na hřbitově u Kostela svaté trojice v Kodani

V dánské literatuře se stal průkopníkem nových směrů, na čemž se podílela především jeho důkladná znalost světové literatury. Vliv na něho měli francouzští klasicističtí dramatici (Corneille, Racine), němečtí spisovatelé Leibniz a Klopstock a především angličtí autoři Shakespeare, Sterne, Fileding, Young) a také Ossianovy zpěvy.
Je autorem desítky básní. Jeho poezie se vyznačuje hlubokým a vášnivým citem a byla zčásti inspirována nešťastnou láskou. Pod vlivem německého básníka Friedricha Gottlieba Klopstocka se ale obracel také k námětům z nordické mytologie a psal mistrné ódy. Prvního velkého úspěchu dosáhl roku 1766 svou elegií na smrt dánského krále Frederika V. Kromě klasických žánrů se mu stala rovněž blízkou poetika lidové balady a v jeho básních se projevují tendence k romantické citovosti a individualismu.
V dramatu se obsahově i formálně odpoutal od klasicistických požadavků a stal se předchůdcem Adama Oehlenschlägera. Alexandrín nahradil vznosnou prózou nebo pětistopým jambem a uvedl na jeviště prostý lid.
Hlavním jeho prozaickým dílem je jeho nedokončená autobiografie, novátorská po obsahové i formální stránce, ve které se projevuje jeho zájem o psychologický vývoj lidského individua.

## Výběrová bibliografie

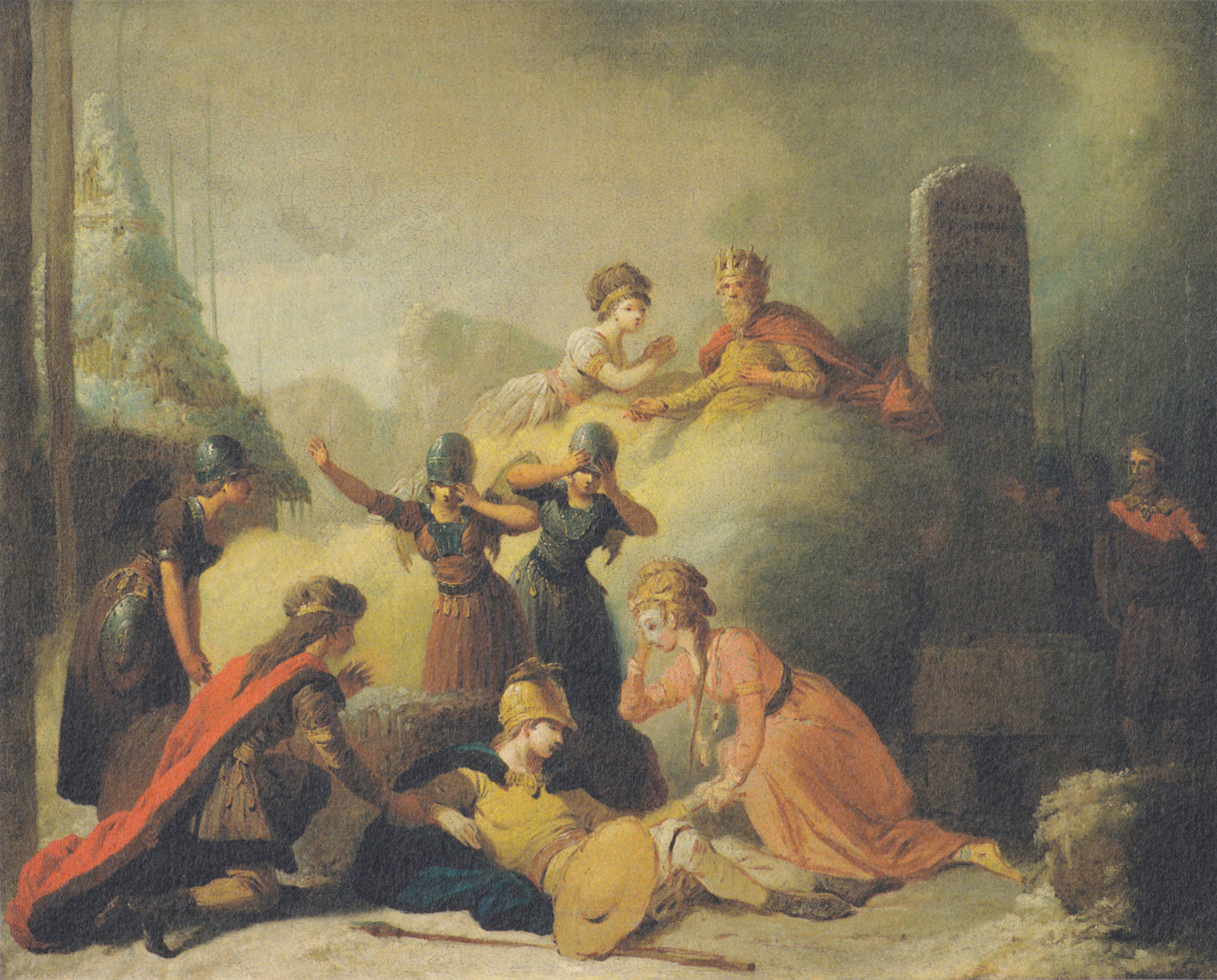
Scéna z Ewaldova dramatu Balderova smrt

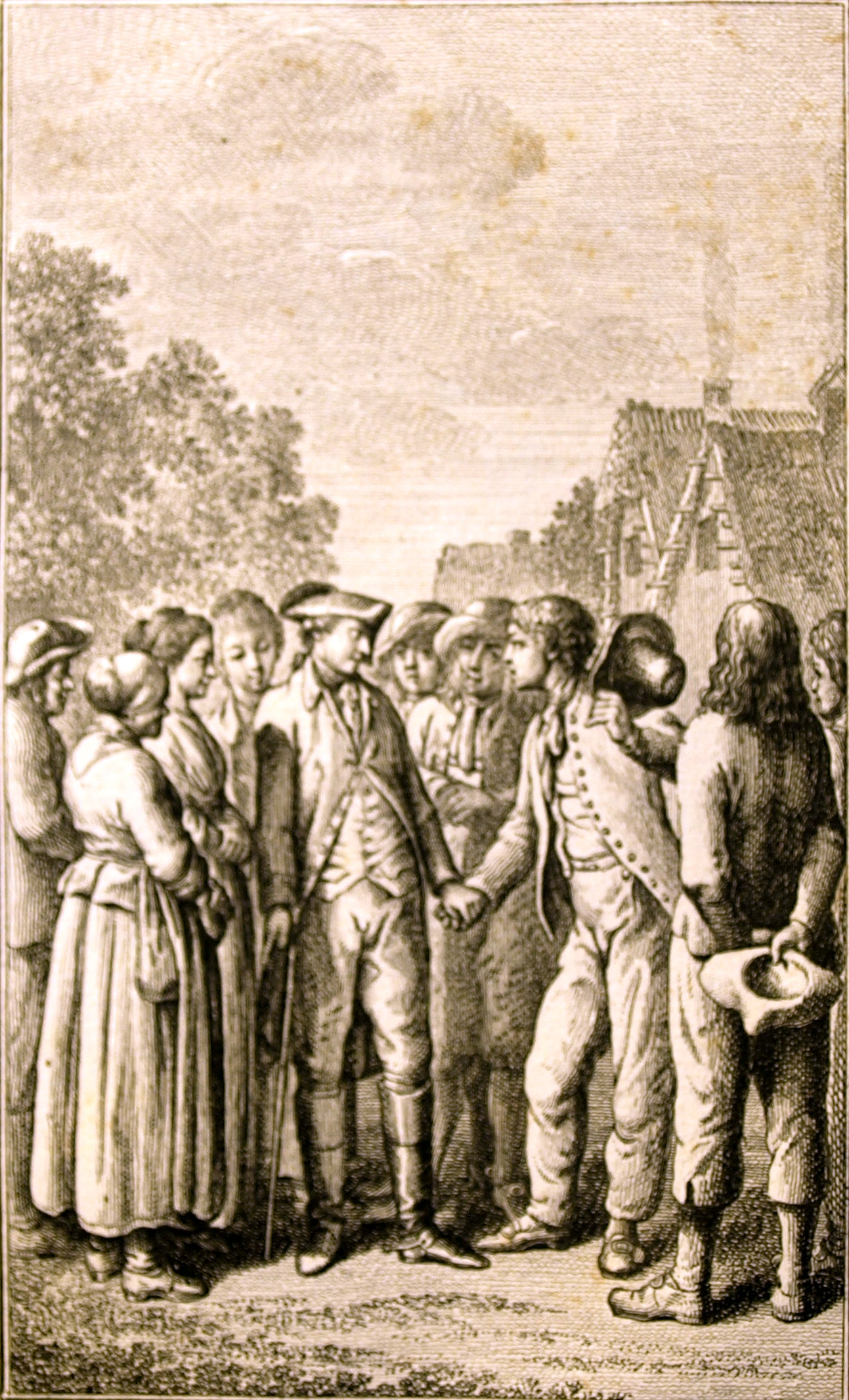
Scéna z Ewaldova dramatu Rybáři

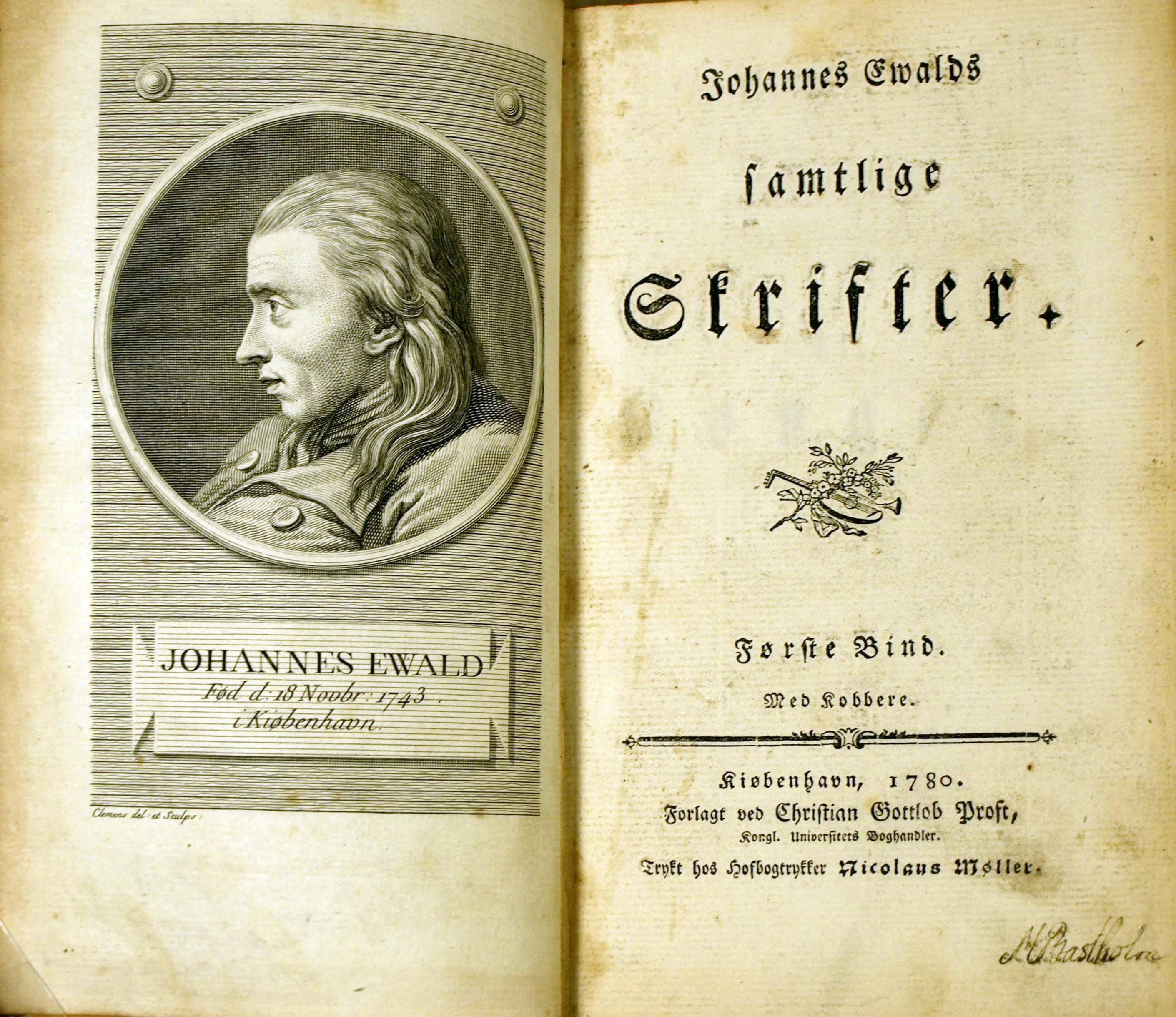
Titulní list prvního dílu Ewaldových Sebraných spisů z roku 1780

### Básně
- Sørgesange (1766, Smuteční písně).
- Da jeg var syg (1771, Když jsem byl nemocen), intimní báseň plná citovosti, ve které autor zkoumá své nitro a hledá vlastní já.
- Solen flygter (1773, Slunce letí), báseň napsaná za autorova pobytu v Rungstedu dceři majitele velkého statku s hospodou a pivovarem, kde bydlel.
- Rungsteds Lyksaligheder (1775, Rungstedské blaženosti), óda vyjadřující nový (preromantický) vztah k přírodě. Je v ní formulována myšlenka o jednotícím božském duchu přítomném ve všem, co je součástí přírody. Ódu autor napsal za svého pobytu v Rungstedu.

### Próza a dramata
- Lykkens Tempel (1764, Chrám Štěstěny), alegorická próza.
- Adam og Eva (1765, Adam a Eva), klasicistní tragédie.
- Herr Panthakaks Historie (1771, Příběh pana Pantakaka), próza, polemika s Voltairovým Candidem.
- Rolf Krake (1770), tragédie v próze o legendárním dánském králi.
- Harlequin Patriot (1772), divadelní hra s politickým námětem.
- Balders Død (1773, Balderova smrt), hrdinská zpěvohra s hudbou Johanna Ernsta Hartmanna na mytologický námět, napsaná v pětistopém jambu, kterou autor napsal za svého pobytu v Rungstedu.
- Fiskerne (1779, Rybáři), zpěvohra s hudbou Johanna Ernsta Hartmanna, ve které autor přivedl na scénu prostý lid, rybáře, kteří se snaží zachránit posádku ztroskotané lodi nedaleko pobřeží Hornbæku. Hra sice zachovává jednotu času, ale hlavním námětem je psychologický konflikt mezi obavami a egoismem rybářů a jejich hrdinstvím a altruismem. Hra je zároveň oslavou kladných vlastností dánského národa a je do ní vložena stará píseň Kong Kristian stod ved højen mast ((Král Kristián stanul u vztyčeného stěžně), která se stala dánskou královskou hymnou.[1]
- Levnet og Meninger (Zivot a názory), nedokončená autobiografie psaná v letech 1774 až 1778, tiskem až 1804–1808. Názvem autor vědomě odkazuje na román Život a názory blahorodého pana Tristrama Shandyho od Laurence Sterneho, protože stejně jako Sterne porušuje tradiční lineárně pojaté vyprávění a neustále přerušuje dějovou linii odbočkami. Kromě toho Ewald kombinuje realistická líčení a analytické úvahy s extatickým lyrismem. Autobiografie je novátorská nejen po formální, ale i po obsahové stránce, ve které se projevuje autorův zájem o psychologický vývoj lidského individua. Ewald se v díle zabývá výhradně svým mládím, útěkem z domova a pobytem u vojska a podává sám sebe jako dychtivého hrdého mladého člověka s touhou po svobodě, dobrodružství a po hrdinských činech. V díle je také možno najít hluboký náhled do nitra samotného autora, protože od začátku až do konce knihy jsou vnější okolnosti zprostředkovávány výhradně skrze vypravěčovy niterné dojmy.[1]